# 呫噸醇
呫噸醇（英語：Xanthydrol）是一種有機化合物。化學式為C13H10O2。呫噸醇用於測試血液中的尿素水平。

## 合成
呫噸醇可以通過還原呫噸酮生產。